# Benavides (Spanje)
Benavides is een gemeente in de Spaanse provincie León in de regio Castilië en León met een oppervlakte van 74,07 km². Benavides telt 2.587 inwoners (1 januari 2016).